# Líšťany u Cítolib
Líšťany, bis 1923 Lišťany (deutsch Lischtian) ist eine Gemeinde in Tschechien. Sie liegt fünf Kilometer südlich von Louny und gehört zum Okres Louny.

## Geographie

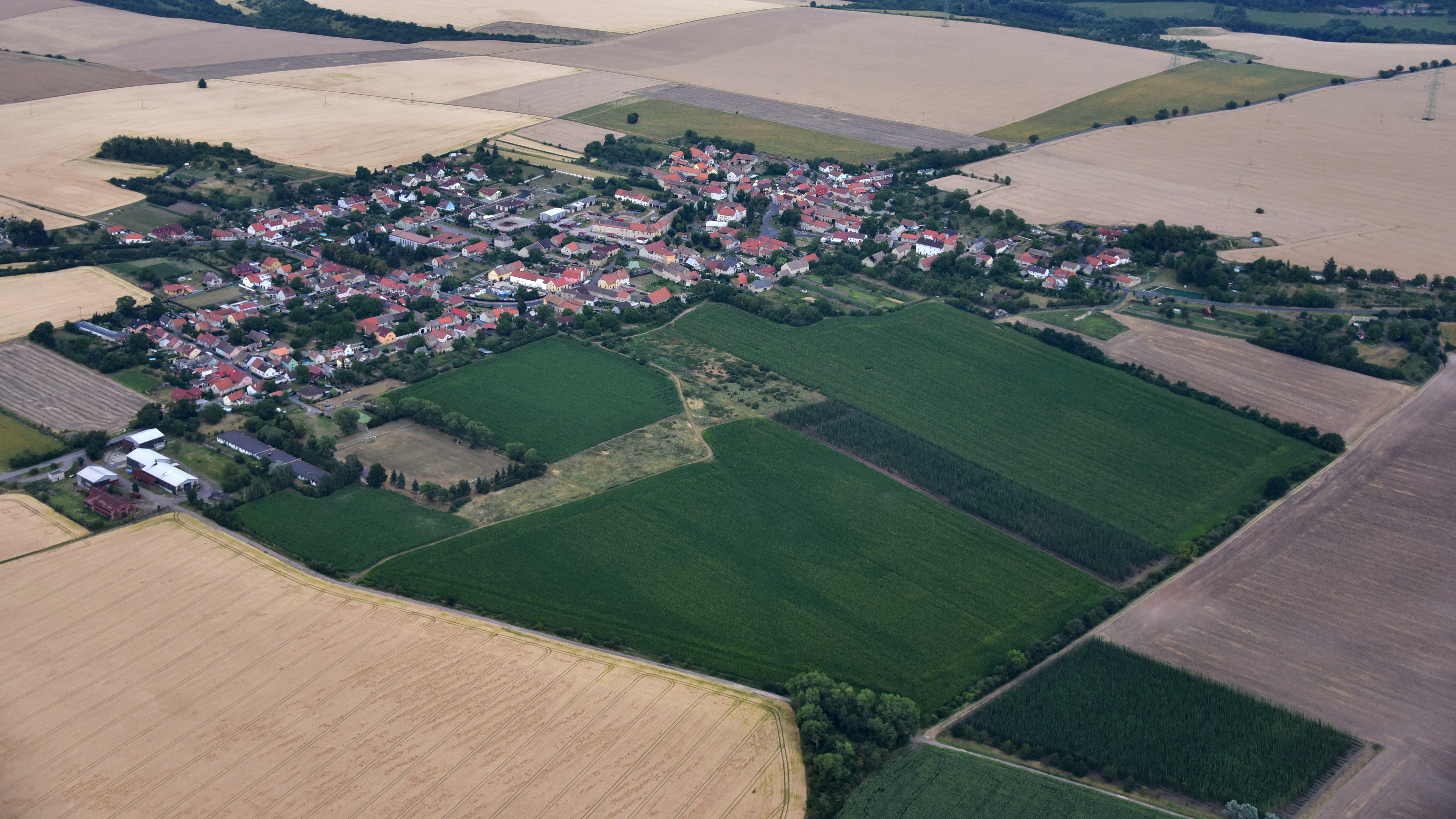
Líšťany, Luftaufnahme (2018)

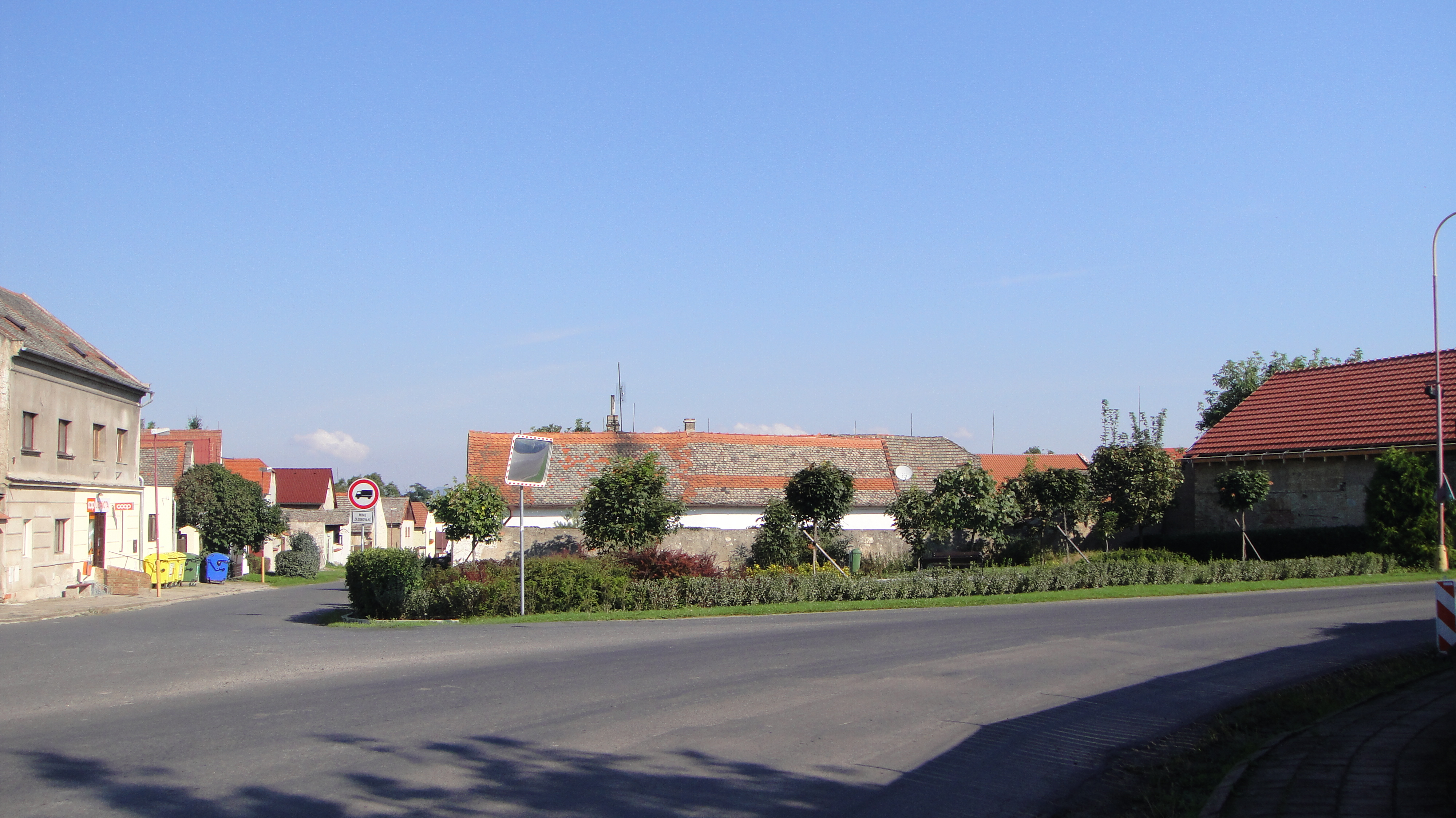
Park in Líšťany

Líšťany befindet sich auf der Dolnooharská tabule (Untereger-Tafel). Südwestlich erhebt sich die Draha (355 m) und im Nordwesten der Zadní Háj (291 m). Durch den Ort führt die Staatsstraße II/229 zwischen Louny und Rakovník.
Nachbarorte sind Louny und Cítoliby im Norden, Blšany u Loun, Chlumčany und Vlčí im Nordosten, Brloh, Smolnický Mlýn und Smolnice im Osten, Hříškov und Nová Ves im Südosten, Divice, Brodec, Brodecký Mlýn und Břínkov im Süden, Senkov und Zbrašín im Südwesten, Touchovice, Opočno, Jimlín und Nový Hrad im Westen sowie Zeměchy und Březno im Nordwesten.

## Geschichte
Líšťany wurde vermutlich im 12. oder 13. Jahrhundert gegründet. Der Ortsname leitet sich vom alttschechischen Léščěné her und bezeichnet einen Platz mit Haselsträuchern. Die erste schriftliche Erwähnung des Dorfes erfolgte am 13. Juli 1346 als Henricus Sleyda de Lezczan in einer Urkunde über Pochvalov als Zeuge auftrat.
Es wird angenommen, dass Henricus Sleyda als Gefolgsmann des Königs Johann von Luxemburg nach Böhmen gelangt war und von diesem mit dem königlichen Gut Lezczany belehnt worden ist; möglicherweise stammte er aus dem Geschlecht der Herren von Schleiden. Sein Sitz lag vermutlich östlich des Dorfes in der Flur Na hrádku. Henricus Sleyda de Lezczan ist noch bis 1362 nachweisbar, danach erwarb der königliche Hofmeister Albert d. Ä. von Kolowrat den größten Teil von Lezczany. Dieser übertrug seinem Anteil des Dorfes im Jahre 1380 dem von ihm 1373 gestifteten Augustinerkloster Dolní Ročov. Nach der Zerstörung des Klosters durch die Hussiten im Jahre 1424 ging das Gut Líšťany wieder in den Besitz der Herren von Kolowrat zurück. Diese verkauften Horní Ročov und einen Teil von Líšťany 1523 zusammen mit der Burg Pravda an Diepolt von Lobkowicz. Besitzer des anderen Anteils waren ab 1553 die Ritter Selmický von Cítov. Diesen Teil erwarb Adam Hruška von Březno 1573 zusammen mit dem Gut Selmice und schlug ihn seiner Herrschaft Cítoliby zu. Nachdem sich das Kloster Dolní Ročov um 1600 wieder wirtschaftlich stabilisiert hatte, erhielt es seine Güter rückübertragen. Im ersten Viertel des 17. Jahrhunderts bestand Líšťany aus 46 Bauernwirtschaften, von denen 34 dem Augustinerkonvent Dolní Ročov, elf zur Herrschaft Cítoliby und eines zur Herrschaft Postelberg gehörten. Damals hatte Líšťany 230 Einwohner und gehörte zu den größten Dörfern um Louny.
Wegen seiner Lage an der Straße von Rakovník nach Louny wurde das Dorf während des Dreißigjährigen Krieges mehrfach von durchziehenden Truppen besetzt und geplündert. 1631 fielen kursächsische Truppen und in den Jahren 1634, 1639/1640, 1643 und von 1645 bis 1648 die Schweden ein. Im Jahre 1651 lebten in Líšťany nur noch 47 Personen. In der berní rula von 1654 sind 27 der 46 Gehöfte als wüst aufgeführt. Erst in der Mitte des 18. Jahrhunderts war das Dorf wieder ganz hergestellt und besiedelt. In dieser Zeit entstanden auch kleine Hopfengärten für den Eigenbedarf der Bewohner. Die Augustiner ließen den Meierhof wiedererrichten und die Hauskapelle anlegen. Die durch die Herrschaft Cítoliby und das Gut Toužetín getrennten Güter Líšťany und Ročov wurden durch den Augustinerkonvent zu einem Gut mit Sitz in Líšťany zusammengeschlossen. Bei der Einführung der Hausnummerierung im Jahre 1787 bestand Líšťany aus 63 Häusern, davon gehörten 46 zum Ročover und 17 zum Cítoliber Anteil. 1828 lebten in den 84 Häusern von Líšťany 451 Personen. Zwischen 1841 und 1843 erfolgte der Bau der neuen Fahrstraße von Rakovník nach Louny.
Im Jahre 1844 umfasste das dem Augustinerkonvent Unter-Rotschow gehörige Gut Lischtian eine Nutzfläche von 1463 Joch 186 Quadratklafter. Auf seinem Gebiet lebten 961 tschechischsprachige Personen, darunter zwei jüdische Familien. Haupterwerbsquelle bildeten der Getreide- und Hopfenbau. Die Obrigkeit bewirtschaftete zwei Meierhöfe mit Schäfereien in Lischtian und Rotschow. Die herrschaftlichen Wälder befanden sich ausschließlich im südlichen Teil und umfassten den 55 Joch 1076 Quadratklafter großen Rotschower Wald sowie den 43 Joch 294 Quadratklafter großen Kiefernwald Bor zwischen Aulowitz, Solopisk (Solopysky) und Kozoged.
Zum Gut Lischtian gehörten die Dörfer Lischtian, Unter-Rotschow und Aulowitz (Úlovice).

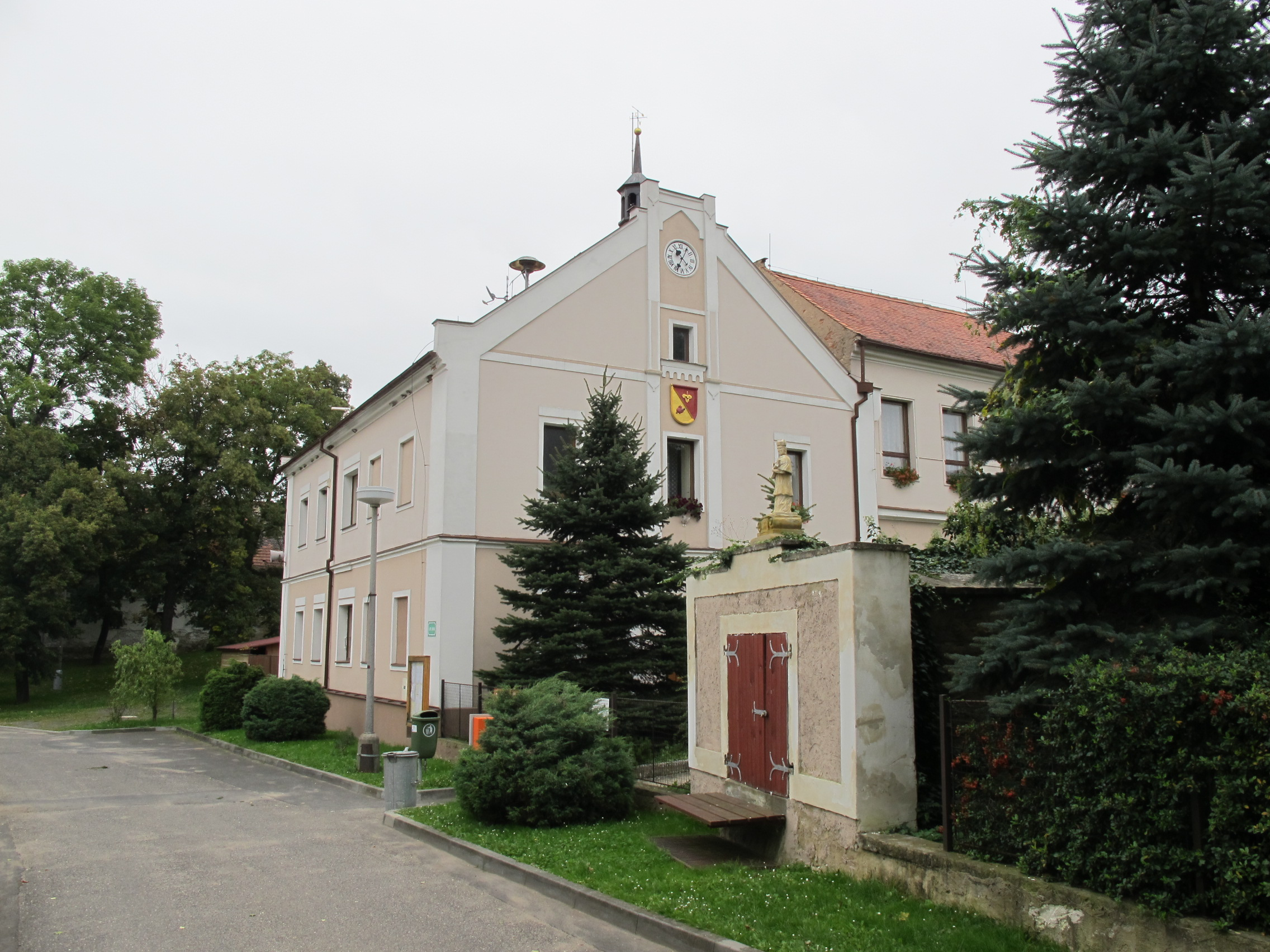
Gemeindeamt

Das Dorf Lischtian, auch Leschzan / Lissťan bzw. Lessťan bestand aus insgesamt 89 Häusern mit 551 Einwohnern, darunter einer jüdischen Familie auf dem Rotschower Anteil. 75 Häuser gehörten zum Rotschower Anteil und 14 zum Zitoliber Anteil. Auf dem Rotschower Anteil gab es ein obrigkeitliches Schlösschen mit einer Hauskapelle zu den hll. Johannes und Paulus sowie der Wohnung des Amtsverwalters, einen obrigkeitlichen Meierhof, eine dominikale Schäferei und ein Wirtshaus. Ein weiteres Wirtshaus befand sich auf dem Zitoliber Anteil. Pfarrort war Zitolib. Bis zur Mitte des 19. Jahrhunderts bildete Lischtian das Amtsdorf des gleichnamigen Gutes.
Nach der Aufhebung der Patrimonialherrschaften wurden beide Anteile ab 1850 zur Gemeinde Léšťany/Lischtian im Rakonitzer Kreis und Gerichtsbezirk Laun vereint. Ab 1868 gehörte das Dorf zum Bezirk Laun. 1869 wurde Léšťany von Cítoliby als nach der Stadt Laun einwohnerstärkstem Ort im Bezirk abgelöst. Im Jahr darauf nahm eine einklassige Dorfschule den Unterricht auf. Diese wurde bis 1875 für den zweiklassigen Unterricht aufgestockt. Zu dieser Zeit unternahm der Steinkohlenbau-Verein Horymír einige erfolglose Versuche zur Auffindung des Kaunowa-Schlaner Flözes (kounovsko-slánská sloj), er löste sich aber recht bald wieder auf. Die Freiwillige Feuerwehr wurde 1879 gegründet. 1896 begann der Schulunterricht in drei Klassen. Zum Ende des 19. Jahrhunderts wurde das Dorf als Lešťany und seit Beginn des 20. Jahrhunderts als Lišťany bezeichnet. Beim Zensus von 1921 lebten in den 191 Häusern des Dorfes 1019 Personen. Die heutige Namensform Líšťany ist seit 1924 gebräuchlich. Im selben Jahre erfolgte der Anschluss an das Elektrizitätsnetz. Nach dem Münchner Abkommen wurde Líšťany zum Grenzort zum Deutschen Reich. 1940 wurde in der Flur Líský an der Rakonitzer Straße am südwestlichen Ortsausgang ein Schwimmbad eröffnet. Im Jahre 1974 wurde ein Kulturhaus errichtet, das sich heute wieder im Eigentum der Gemeinde befindet. Zum 1. Jänner 1981 erfolgte die Eingemeindung nach Louny. Mit Beginn des Jahres 1992 löste sich Líšťany wieder von Louny los und bildete eine eigene Gemeinde. Seit 1998 führt die Gemeinde ein Wappen und Banner.

## Gemeindegliederung
Für die Gemeinde Líšťany sind keine Ortsteile ausgewiesen.

## Sehenswürdigkeiten

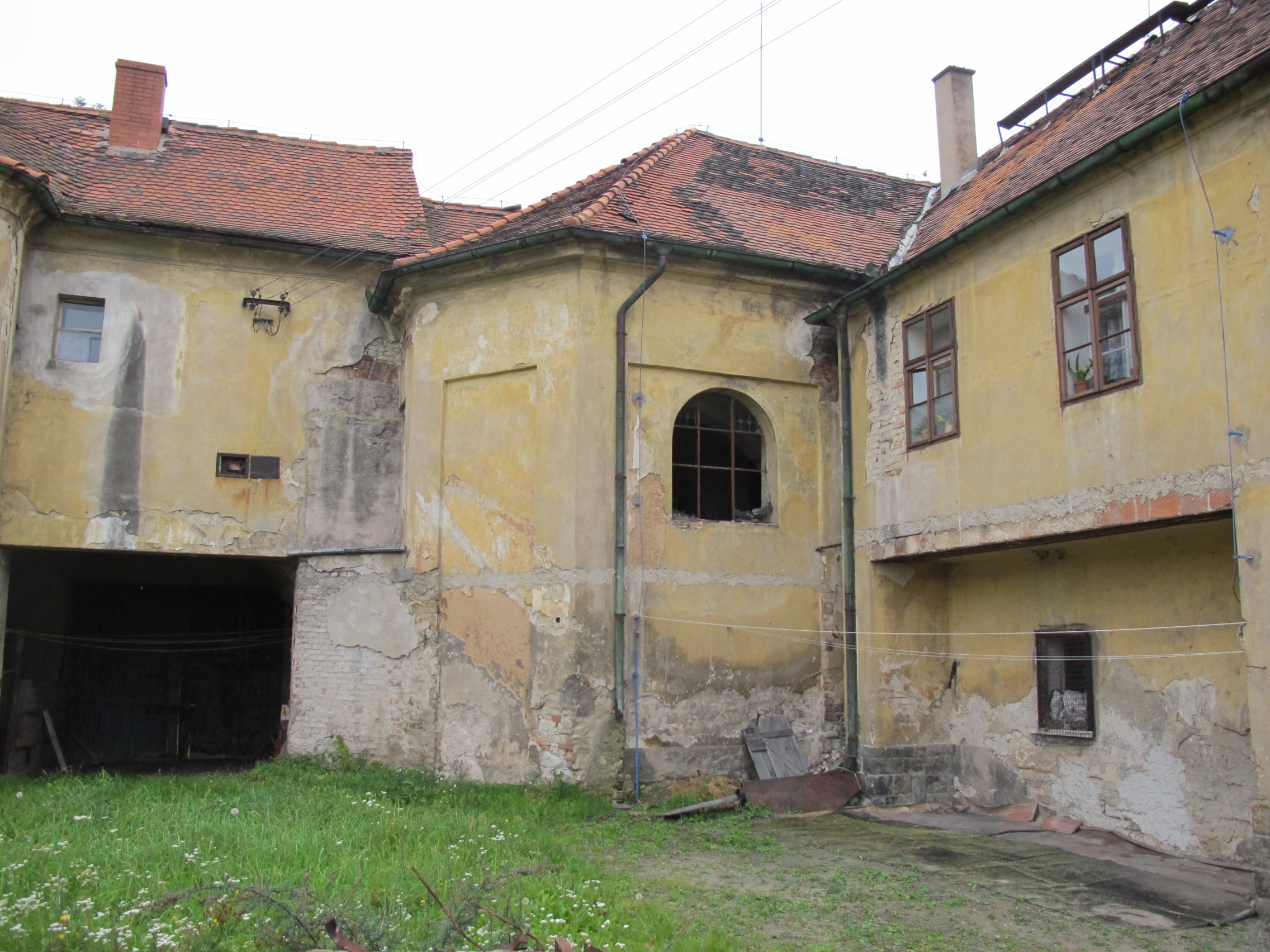
Chor der Hauskapelle St. Johannes und Paulus

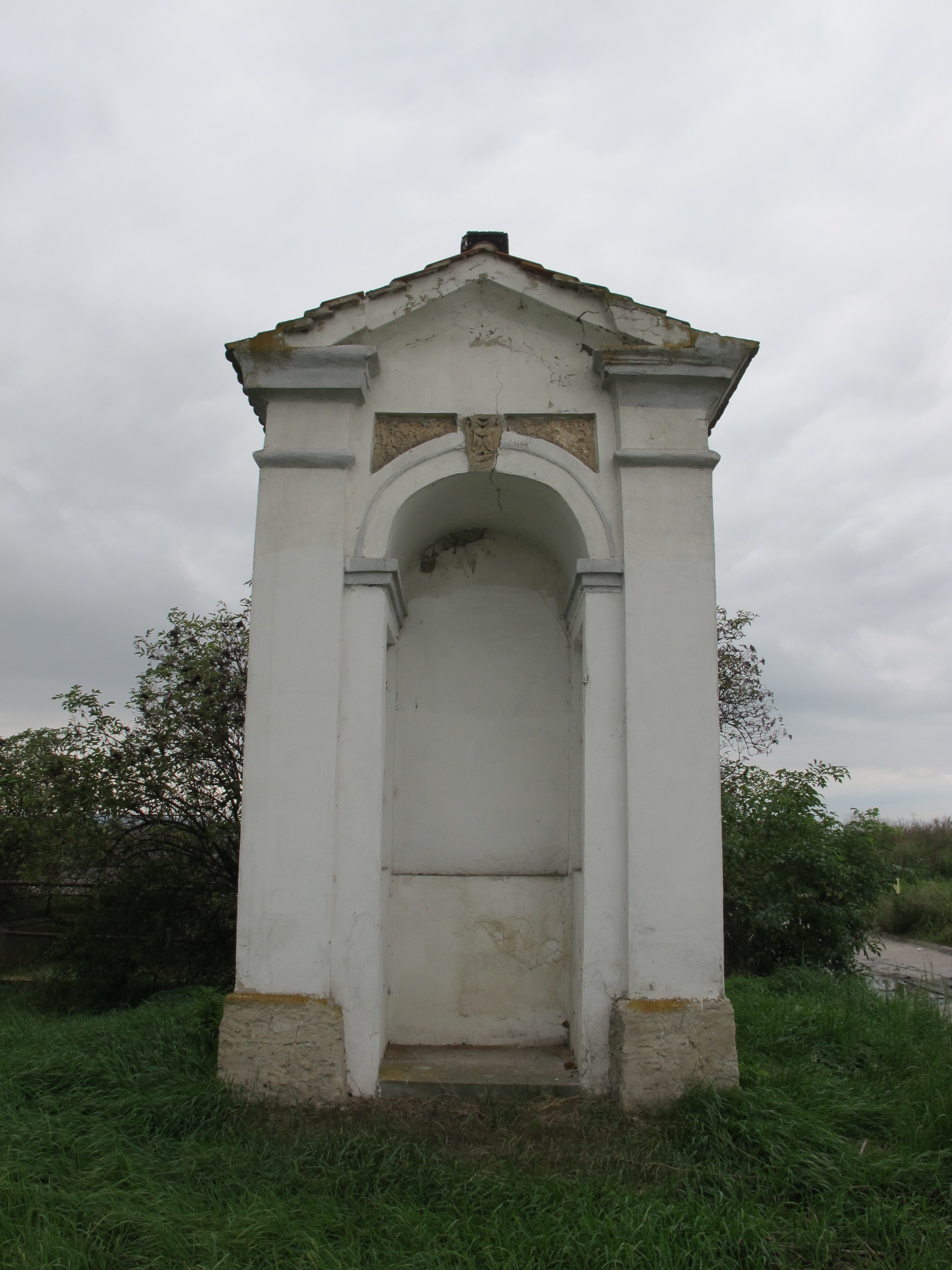
Nischenkapelle am Weg nach Zeměchy

- Barocker Meierhof Líšťany (Nr. 1) aus dem frühen 18. Jahrhundert, am nördlichen Ortsausgang. Zu dem auch als Schlösschen bezeichneten Hof gehört die im Jahre 2012 restaurierte Hauskapelle der hll. Johannes und Paulus
- Denkmal für die 27 Gefallenen des Ersten Weltkrieges, enthüllt 1922
- Denkmal für die gefallenen tschechoslowakischen Legionäre, geschaffen 1999
- Kreuz mit Relief der Schmerzhaften Jungfrau Maria, geschaffen im 18. Jahrhundert, am östlichen Ortsrand
- Nischenkapelle am Weg nach Zeměchy, errichtet im 18. Jahrhundert
- Nischenkapelle auf den Feldern nordwestlich von Líšťany, sie entstand zu Beginn des 19. Jahrhunderts

## Persönlichkeiten

### Söhne und Töchter der Gemeinde
- Miroslav Štumpf (1917–1988), Theologe und Professor an der Universität Rom
- Zdeněk Kovanda (1922–1999), tschechoslowakischer Radsportler und -trainer
- Josef Šedivý (1925–2008), tschechoslowakischer Naturforscher und Autor wissenschaftlicher Publikationen zur Schädlingsbekämpfung über Hautflügler

### In Líšťany lebten und wirkten
- Jan Ryska (1916–1983), der Schriftsteller und Drehbuchautor kam im Alter von acht Jahren mit seinen Eltern nach Líšťany und wuchs dort auf.
- Vladislav Mirvald (1921–2003), der Maler lebte eine Zeitlang in Líšťany